# Vepris noldeae
Vepris noldeae är en vinruteväxtart som först beskrevs av Exell & Mendonça, och fick sitt nu gällande namn av W. Mziray. Vepris noldeae ingår i släktet Vepris och familjen vinruteväxter. Inga underarter finns listade i Catalogue of Life.